# 로버트 월버그
로버트 조지 월버그(Robert George Wahlberg, 1967년 12월 18일 ~ )는 미국의 배우이다. 

## 영화
- 더 이퀄라이저 (2014년) - 해리스 형사 역
- 콘트라밴드 (2012년) - 존 브라이스 역
- 가라, 아이야, 가라 (2007년)
- 온 브로드웨이 (2007년)
- 디파티드 (2006년) - FBI 요원 프랭크 라지오 역
- 미스틱 리버 (2003년)
- 범죄의 향기 (2001년)